# Грумело де Цанки (Бергамо)
Грумело де Цанки је насеље у Италији у округу Бергамо, региону Ломбардија.
Према процени из 2011. у насељу је живело 84 становника. Насеље се налази на надморској висини од 404 м.